# Жилкокрил напівсидячий
Жилкокрил напівсидячий (Pterygoneurum subsessile) — вид мохів порядку потіальних (Pottiales).

## Поширення
Батьківщиною є Європа, Північна Америка, Азія.

## Характеристика
Листки з дистальною пластинкою гладкі; остюк гладкий або різко зубчастий. Коробочка короткояйцюватої форми.